# Последний человек

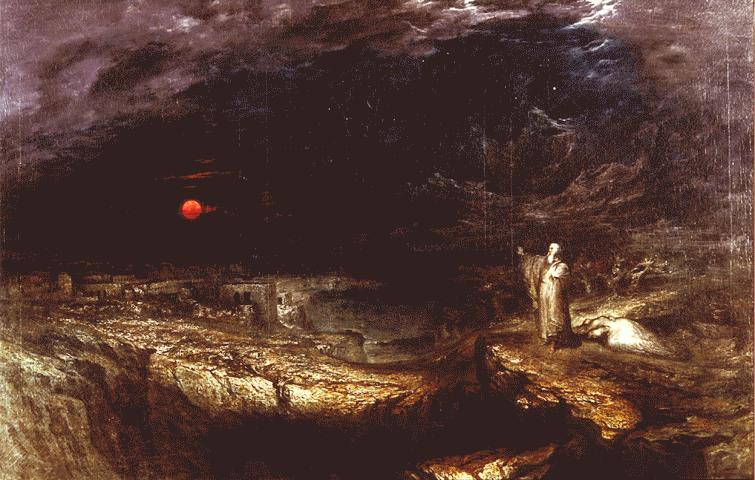
«Последний человек». Картина Джона Мартина 1849 года

Последний человек в апокалиптической и постапокалиптической фантастике — единственный человек, оставшийся в живых после гибели человечества.

## Обзор
Это один из самых ранних мотивов научной фантастики. Он появился в эпоху романтизма в русле рассмотрения таких тем как время, смертность, личный и общественный апокалипсис. Из романтических произведений можно упомянуть стихотворения «Тьма» Джорджа Байрона (1816), «Последний человек» Томаса Кэмпбелла (1823), «Последний человек» Томаса Гуда (1826).
Мотив последнего человека есть уже в первом апокалиптическом романе Нового времени — книге «Последний человек» Жана-Батиста де Гренвиля (1805). Ближе к современной фантастике роман «Последний человек» Мэри Шелли (1826), в котором в эпидемии чумы выживает лишь один человек. Темы касается Герберт Уэллс в конце романа «Машина времени» (1895), классической является его сцена, когда путешественник во времени оказывается один на обезлюдевшей Земле, освещаемой красным солнцем. В романе «Пурпурное облако» М. Ф. Шила (1901) убийственное облако, окутавшее Землю, оставляет в живых лишь одного мужчину, который 17 лет одиночества занимается тем, что сжигает города, объявляет себя императором и бессмысленно строит храм и дворец. В XX веке романтический нарциссизм сменяется паранойей, опасением глобальной катастрофы. Во многих более поздних произведениях человек остаётся один в результате ядерной войны, например, в романе «Седьмой уровень, или Дневник последнего жителя Земли» Мордехая Рошвальда (1959). Близким к романтическим истокам является роман «Я — легенда» Ричарда Мэтисона (1954), рассказывающий о человеке, выжившем в эпидемии вампиризма. В телесериале «Красный карлик» (1988—2012) человек просыпается из анабиоза длиной 3 млн лет, оказавшись таким образом последним живым человеком (но, впрочем, не последним разумным существом).
Можно выделить два основных типа сюжетов о последнем человеке. В первом описывается непосредственно сам апокалипсис. В ходе повествования люди постепенно вымирают до последнего. Во втором история начинается уже после катастрофы, в которой выжил лишь один человек. Он живёт далее, используя блага исчезнувшей цивилизации, Такие произведения близки робинзонадам. Основные темы сочинений о последнем человеке — одиночество и тоска. Оставление выжившего даёт автору наблюдателя, чьими глазами можно описать погибший мир.
Распространённой темой является эксплуатация гигантских для одного человека ресурсов, оставленных человечеством, когда можно брать всё, что захочешь, поднятая, например, в романе «Пустой мир» Джона Кристофера (1977). В эпизоде «Теперь времени достаточно» (1959) телесериала «Сумеречная зона», оставшись один на Земле, герой радостно собирается прочитать книги, на которые у него никогда не хватало времени. Оптимистично смотрит на ситуацию и персонаж рассказа «Хранитель» Уильяма Тенна (1953).
В рассказе «Mana» Эрика Фрэнка Рассела (1937) бессмертный последний человек занимается прогрессорством муравьёв. В рассказе «Адам без Евы» Альфреда Бестера (1941) незадачливый учёный уничтожает не только всех людей, но и вообще всё живое, кроме себя; чтобы хоть как-то искупить свою вину, он бросается в море, чтобы стать пищей для бактерий на его теле, которые должны возобновить жизнь. Схожие сюжеты присутствуют в рассказах «The Windows of Heaven» Джона Браннера (1956), «Second Ending» Джеймса Уайта (1961), «Отцы-основатели» Айзека Азимова (1965).
Распространённым сюжетным ходом в произведениях о последних людях является стук в дверь, который может предвещать как появление другого выжившего человека, так и некого чудовища, эта идея взята за основу в рассказе «Стук в дверь» Фредерика Брауна (1948). В некоторых произведениях длительное одиночество действительно заканчивается, как в романе «Пурпурное облако» М. Ф. Шила (1901) или фильме «Я — легенда» (2007).
Иногда мотив последнего человека встречается и в фэнтези, в котором, однако, зачастую некая божественная сила удерживает человечество от окончательного вымирания, способствуя выживанию нескольких человек, например в романе «Последний человек» Альфреда Нойеса (1940). В повести «Последний Адам» Рональда Дункана (1952) такое провидение показано презрительно. В пьесе «Spikenard» Ч. Э. Лоуренса (1930) конец света переживают проклятые странники из христианской мифологии.
Последним выжившим почти неизменно оказывается мужчина, исключением является, например, «Woman Alive, But Now Dead» Сьюзен Эрц (1935).
Есть множество произведений, в которых в живых остаётся разнополая пара, эти мужчина и женщина становятся (или нет) прародителями нового человечества, своеобразными Адамом и Евой. В романе «Пурпурное облако» М. Ф. Шила (1901) герой после долгих лет одиночества всё же встречает девушку и, несмотря на его первоначальное желание покончить с человеческим видом, в конце концов женится на ней. Однако во многих историях взаимоотношения последней пары оказываются весьма непростыми. В рассказе «Стук в дверь» Фредерика Брауна (1948) человечество уничтожили инопланетяне, оставив лишь пару в качестве живых экспонатов, но мужчина оказывается не симпатичен женщине. В рассказе «Молчащие города» (1949) из «Марсианских хроник» Рэя Брэдбери пара встречается, но мужчина убегает, увидев, что последняя женщина уродлива. В романе «Z значит Захария» Роберта О’Брайена (1974) мужчина ведёт себя настолько неадекватно и агрессивно со своей партнёршей по выживанию, что ей приходится убежать из чудом оставшейся незаражённой области. В романе «Не по правилам» Альфреда Бестера (1963) выжившая пара оказывается психически неуравновешенной, что превращает их отношения в чёрную комедию, последнее происходит и в рассказе «Бесславный конец, или Дверями не хлопать» Деймона Найта (1949). В повести «Mother to the World» Ричарда Уилсона (1967) выжили мужчина и умственно отсталая женщина с детской психикой. В рассказе «No Land of Nod» Шервуда Спрингера (1952) единственными выжившими оказываются отец и дочь, что сталкивает их с необходимостью инцеста.
В подобных сюжетах иногда может реализовываться юношеская фантазия остаться последними людьми на Земле вместе с привлекательной девушкой, а при доведении до абсурда — единственным мужчиной в мире, полном одиноких женщин. В рассказах «The Last Man» Уоллеса Уэста (1929), «5 271 009» Альфреда Бестера (1954), комиксе «Y. Последний мужчина» Брайана Вона и Пии Гуерры (2002—2008) развенчиваются такие фантазии. Есть также ряд произведений, где выживают двое мужчин и одна женщина, за которую они вынуждены конкурировать, так происходит, например, в романе «Последний человек» Альфреда Нойеса (1940), фильмах «Мир, плоть и дьявол» (1959) и «Z — значит Захария» (2015).